# Cattedrale di Salford
La cattedrale di San Giovanni Evangelista, conosciuta anche come cattedrale di Salford, è una cattedrale cattolica sita nella città di Salford in Inghilterra. È la sede del vescovo di Salford e chiesa madre della diocesi di Salford. Lo stile architettonico della cattedrale è neogotico, ed è nella lista dei monumenti di Grado II.

## Storia
La cattedrale venne costruita tra il 1844 e il 1848 su progetto di Matthew Ellison Hadfield di Weightman e Hadfield di Sheffield, da Benjamin Hollins di Manchester. Il disegno di Hadfield per la chiesa di San Giovanni è la prima chiesa cattolica a forma di croce costruita in Inghilterra dopo la Riforma, strettamente modellata da alcune chiese medievali. La facciata "ovest" (attuale sud) e la navata sono la copia in scala ridotta di Howden Minster nell'East Riding di Yorkshire; il coro e il santuario sono strettamente sul modello dell'abbazia di Selby nel North Yorkshire; le decorazioni delle volte a crociera sono la copia di quelle della chiesa di San Giacomo a Liege, Belgio; la torre e le guglie, le più alte di Lancashire al tempo della costruzione, derivano dalla chiesa di Santa Maria Maddalena, Newark-on-Trent, Nottinghamshire.
Due imprenditori locali, Daniel Lee (d. 1858) e John Leeming (d. 1877), donarono £1,000 ciascuno per le spese di chiesa e arredi; entrambi i benefattori sono commemorati in cappelle all'estremità orientale liturgica del coro. La vetrata "est" della Cattedrale del 1856, di William Wailes di Newcastle, raffigura la storia della cristianità cattolica in Inghilterra, dalla conversione di Ethelbert a sant'Agostino nel 597, al ripristino della gerarchia cattolica nel 1850. Il costo complessivo della cattedrale è stato di £18,000.
La prima pietra fu posata nel 1844 dal vescovo James Sharples, coadiutore del vescovo George Brown, vicario apostolico del distretto di Lancashire. La chiesa fu consacrata il 9 agosto 1848: il vescovo Brown celebrò una messa solenne alla presenza dei vescovi degli altri vicariati dell'Inghilterra e del Galles. La chiesa di San Giovanni fu elevata Cattedrale nel 1852 in seguito la creazione della Diocesi di Salford nel Settembre 1850, divenne una delle prime quattro cattedrali cattoliche in Inghilterra e Galles dopo la Riforma Inglese. Il 25 Luglio 1851 William Turner fu consacrato nella Cattedrale di San Giovanni primo Vescovo di Salford. Nella stessa funzione il Rettore di San Giovanni, George Errington fu consacrato primo Vescovo di Plymouth.
Trent'anni dopo nell'ottobre 1881 un violento temporale causò seri danni alla guglia della Cattedrale alta 240 piedi (73,2 m). Canon Beesley, in seguito amministratore, riuscì a raccogliere i fondi necessari per riparare la guglia e ristrutturare la cattedrale. Ha inoltre curato l'arredamento della nuova cappella del santissimo Sacramento nel transetto 'sud' nel 1884, su disegno di Peter Paul Pugin, terzo figlio di A.W.N. Pugin.
Entro l'inizio del 1890 le ultime £1,000 furono usate per pagare il debito originale della costruzione della cattedrale, che ha portato alla consacrazione della cattedrale nello stesso anno dal secondo vescovo di Salford, Herbert Vaughan, in seguito a diventato cardinale arcivescovo di Westminster.